# Zorka Velimirović
Zorka „Zora” Velimirović (în sârbă Зорка Велимирови֛; n. 16 martie 1878, Čitluk, Sokobanja⁠(d), Zaječar, Serbia – d. 10 octombrie 1941) este recunoscută ca prima traducătoare sârbă care a lucrat la traducerea operelor scriitorilor de limbă rusă în sârbă. Ea a fost, de asemenea, prima care a tradus o piesă de teatru din rusă în sârbă.

## Tinerețe
Zorka Velimirović s-a născut în 1878 în Čitluk, Serbia, în perioada în care acea parte a Serbiei se afla încă sub stăpânire otomană. Tatăl ei, preot ortodox sârb din parohia Pirot, a fost unul dintre cofondatorii Cooperativei Literare Sârbe (Srpska kniževna zadruga) și a scris mai multe cărți și articole în domeniul etnografiei. Mama ei, Jelena, a fost casnică cu unsprezece copii (unul dintre ei a murit prematur), inclusiv Zorka, care era a doua cea mai mare. Toți copiii au crescut în oraș și au urmat cursurile gimnaziului Pirot înainte de a-și continua studiile la un colegiu pedagogic. A lucrat pentru scurt timp în Pirot ca însoțitoare școlară. Sora ei a fost sculptorița Vukosava Velimirović.

## Carieră
Velimirović și-a început prima traducere în timp ce era la școală, lucrând la Anna Karenina de Tolstoi. A continuat să studieze literatura rusă, ceea ce i-a permis să lucreze la vasta sa colecție de traduceri ale unor scriitori precum Gorki, Dostojevski, Turgheniev sau Cekov, printre alții. Este recunoscută ca prima femeie sârbă care a lucrat ca traducătoare. Traducerea ei a piesei „Unchiul Vania” este cea mai veche traducere înregistrată a unei piese de teatru din rusă în sârbă. Potrivit lui Zoran Božović, traducerile sale sunt lăudate pentru „marea lor acuratețe”.